# Топчіївка
Топчії́вка —  село в Україні, у Олишівській селищній громаді Чернігівського району Чернігівської області. Населення становить 335 осіб. До 2020 орган місцевого самоврядування — Серединська сільська рада.

## Населення

### Мова
Розподіл населення за рідною мовою за даними перепису 2001 року:
| Мова       | Кількість | Відсоток |
| ---------- | --------- | -------- |
| українська | 329       | 98.21%   |
| російська  | 6         | 1.79%    |
| Усього     | 335       | 100%     |

## Транспорт
У селі починається і через село проходить Автошлях Т 2501. Від центру села (стикується із E95М01) йде до сусіднього села Олишівка.

## Загиблі
- Базарний Олександр Семенович (1992—2022) — старший солдат Збройних сил України, учасник російсько-української війни, що загинув у ході російського вторгнення в Україну в 2022 році.